# نوموس
نوموس (انگلیسی: Nomos) شرکت کالای لوکس آلمانی است، که در سال ۱۹۹۰ تأسیس شد.